# Daniel Logan
Daniel Logan (ur. 6 czerwca 1987 w Auckland) – nowozelandzki aktor filmowy, telewizyjny i głosowy, najbardziej znany z roli Boby Fetta w filmie Gwiezdne Wojny: Atak Klonów. Powtórzył tę rolę w serialu Gwiezdne Wojny: Wojny Klonów, użyczając głosu tej postaci w pięciu odcinkach tego serialu. Zagrał też m.in. w operze mydlanej Shortland Street.
Przyjaźni się z Devonem Murrayem.
Ma 173 cm wzrostu.